# Roger Ashton-Griffiths
Roger Ashton-Griffiths (ur. 19 stycznia 1957 w Hertfordshire) – brytyjski aktor charakterystyczny, scenarzysta i reżyser filmowy.

## Życiorys
Kształcił się na Lancaster University oraz na University of East London (magister sztuk pięknych). Był śpiewakiem w English National Opera, następnie zajął się pracą w filmie i telewizji, gdzie zaczął wcielać się w postacie charakterystyczne. Jest również scenarzystą teatralnym i reżyserem filmów krótkometrażowych, a także aktorem teatralnym.
Pojawił się w takich produkcjach kinowych jak Brazil i Nieustraszeni bracia Grimm Terry’ego Gilliama, Piraci Romana Polańskiego, Gangi Nowego Jorku Martina Scorsese i Poznasz przystojnego bruneta Woody’ego Allena. Wystąpił jako Mace Tyrell w serialu fantasy HBO Gra o tron (2013–2016). W 2017 dołączył do obsady serialu Tabu jako Abraham Appleby.

## Filmografia
- 1985: Brazil
- 1985: Piramida strachu
- 1986: Piraci
- 1988: Kuba Rozpruwacz
- 1991: Król Ralph
- 1996: O czym szumią wierzby
- 1996: Więzy miłości
- 1997: Kochankowie sztormowego morza
- 1997: Odyseja
- 1998: Merlin
- 1999: You’re Dead
- 2002: Gangi Nowego Jorku
- 2003: Czego pragnie dziewczyna
- 2005: Nieustraszeni bracia Grimm
- 2006: Irlandzki numer
- 2008: Dynastia Tudorów
- 2009: Jaśniejsza od gwiazd
- 2010: Poznasz przystojnego bruneta
- 2010: Accidental Farmer
- 2011: Czerwona frakcja
- 2011: A Gun for George
- 2012: Little Crackers
- 2013: AB Negative
- 2013: Summer in February
- 2014: Gra o tron
- 2014: Grace księżna Monako
- 2014: Turner
- 2014: This is Jinsy
- 2015: Lobster
- 2017: Tabu